# Metopius scapulatus
Metopius scapulatus là một loài tò vò trong họ Ichneumonidae.